# Gabriela Babnik

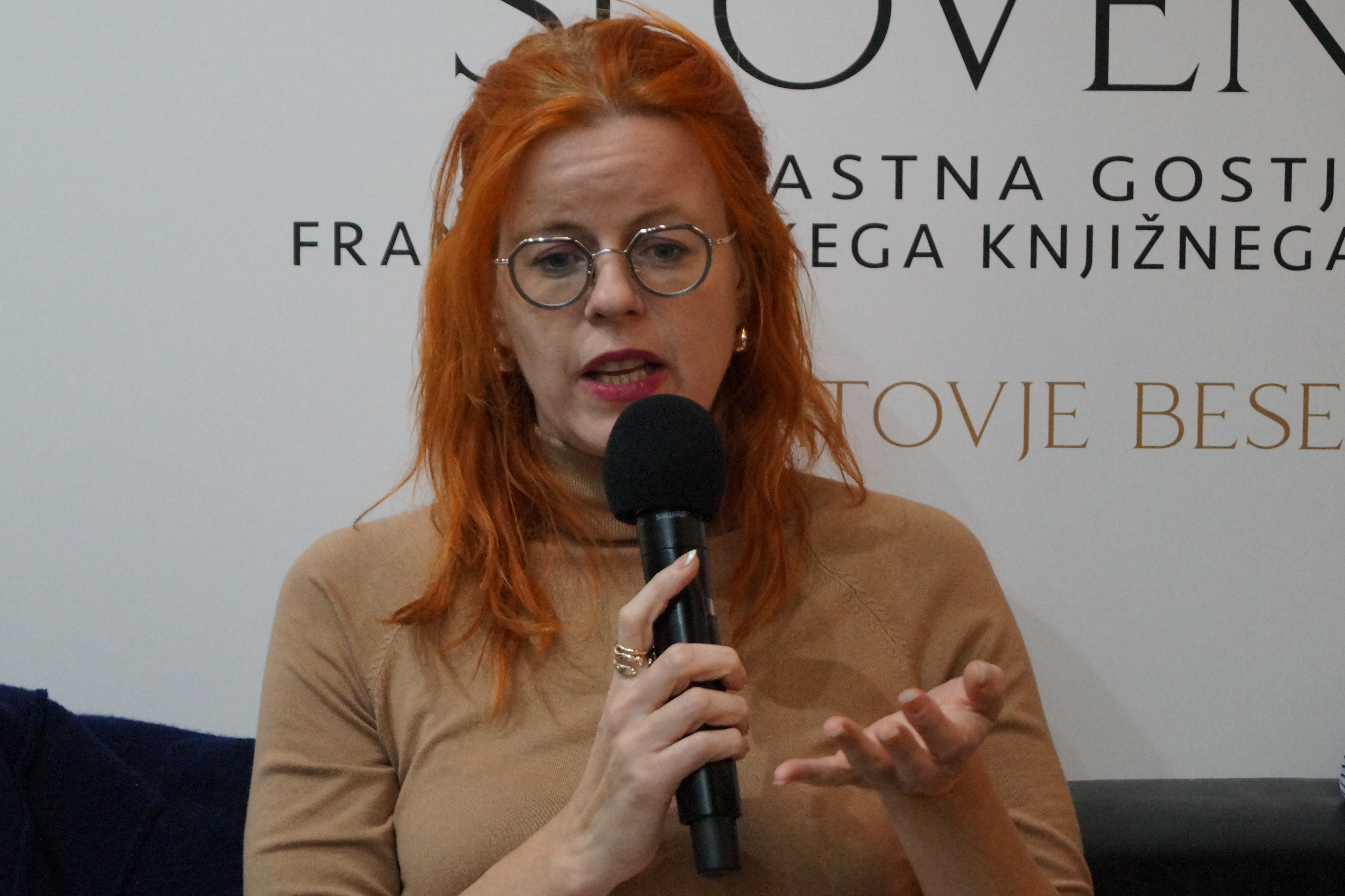
Gabriela Babnik stellt 'Trockenzeit' auf der Frankfurter Buchmesse 2023 vor

Gabriela Babnik Ouattara (* 3. September 1979 in Göppingen) ist eine slowenische Schriftstellerin, Literaturkritikerin und Übersetzerin.

## Leben und Werk
Gabriela Babnik studierte Vergleichende Literaturwissenschaft und Literaturtheorie an der Philosophischen Fakultät der Universität Ljubljana, wo sie 2010 ihr Masterstudium mit einer Arbeit über den modernen nigerianischen Roman abschloss. Ihr Interesse gilt vor allem dem modernen afrikanischen sowie dem postkolonialistischen Roman. Bereits während ihres Studiums verbrachte sie einige Jahre in Nigeria, sie pendelt mit ihrer Familie auch heute noch zwischen Slowenien und Burkina Faso.
2002 begann sie Kritiken, Interviews und Essays in verschiedenen slowenischen Literaturzeitschriften zu veröffentlichen. Sie schreibt politische und wirtschaftliche Kommentare rund ums Thema Afrika, die meist in der Samstagsbeilage der Zeitung Dnevnik erscheinen. 2013 wurde sie als Literaturkritikerin mit dem Stritar-Preis ausgezeichnet.
In ihrer Literatur beschäftigt sich Babnik mit verschiedenen Facetten und Auswirkungen des „Andersseins“ in zwischenmenschlichen Beziehungen, ihr häufigstes Motiv sind dabei das Aufeinandertreffen der „modernen“, westlichen und der „fremden“, afrikanischen Kultur und die damit verbundenen Konflikte in der gesellschaftlichen Wahrnehmung. Dabei bringt sie auch Elemente der afrikanischen Volkskultur, Literatur und Geschichte ein, wie z. B. in ihrem ersten Roman Koža iz bombaža (2007, Haut aus Baumwolle), der 2007 mit dem Preis für das beste literarische Debüt ausgezeichnet wurde. In der Folge wurde der Stoff 2008 für RTV Slovenija als Hörspiel adaptiert, was ihr 2011 eine Nominierung für die beste Hörspielbearbeitung beim Prix Italia einbrachte. Babniks zweiter Roman V visoki travi (2009, Im hohen Gras) spielt ausschließlich in Slowenien und handelt von den psychischen Spätfolgen patriarchalischer Familienverhältnisse. Ähnlich stehen auch in ihrer einzigen Kurzgeschichtensammlung Nočne pokrajine (2014, Nachtlandschaften) dysfunktionale, durch die Vergangenheit und das persönliche Umfeld geprägte zwischenmenschliche Beziehungen im Vordergrund. In ihren Romanen Sušna doba (2012, dt. Übersetzung Trockenzeit, 2021), Intimno (2015, Intim) und Tri smrti (2019, Drei Tode) kehrt sie jedoch zu ihren ursprünglichen Themen zurück und lässt afrikanische und westliche Weltanschauungen aufeinandertreffen.
Babnik ist Trägerin mehrerer nationaler und internationaler Auszeichnungen. Ihre Romane V visoki travi (2009, Im hohen Gras) und Intimno (2015, Intim) wurden für den Kresnik-Preis für den besten slowenischen Roman des Jahres nominiert. Der Roman Sušna doba wurde 2013 mit dem europäischen Literaturpreis, die englische Übersetzung Dry season (2015) im Jahr 2017 mit dem International Dublin Award ausgezeichnet. Der Roman wurde insgesamt in 13 Sprachen übersetzt, u. a. ins Deutsche, Kroatische, Serbische, Ungarische, Bulgarische, Italienische, Französische und Lettische. 
Im Rahmen ihrer Übersetzertätigkeit übersetzte Babnik einige Werke der nigerianischen Schriftstellerin Chimamanda Ngozi Adichie in Slowenische. Seit 2015 ist sie Vizepräsidentin des Slowenischen Schriftstellerverbands.

## Werke (Auswahl)
- Koža iz bombaža, 2007. Ljubljana: Mladinska knjiga.
- V visoki travi, 2009. Ljubljana: Študentska založba.
- Sušna doba, 2012. Ljubljana: Študentska založba.
  - dt. Übersetzung: Trockenzeit, 2021. Passau: Schenk Verlag. Übersetzt von Metka Wakounig.
- Nočne pokrajine, 2014. Ljubljana: Mladinska knjiga.
- Intimno, 2015. Ljubljana: Beletrina.
- Tri smrti, 2019. Ljubljana: Beletrina.